# Vіts
Vits (vitryska: Віць, ryska: Vit’, vitryska: Vits’) är ett vattendrag i Belarus.   Det ligger i voblasten Homels voblast, i den sydöstra delen av landet, 280 km sydost om huvudstaden Minsk.
I omgivningarna runt Vіts växer i huvudsak blandskog. Runt Vіts är det glesbefolkat, med 10 invånare per kvadratkilometer.